# UZI Suicide
La UZI Suicide è un'etichetta discografica creata nel 1986 per i Guns N' Roses dalla Geffen Records per pubblicare il primo EP del gruppo, Live ?!*@ Like a Suicide. Il secondo disco, Appetite for Destruction, fu pubblicato invece dalla Geffen Records, pur restando sotto controllo della Uzi Suicide. L'etichetta nei fine anni ottanta ristampò inoltre tutti gli album degli Hanoi Rocks (il cui frontman Michael Monroe era in ottimi rapporti con i Guns N' Roses).
La label cessò d'esistere dopo l'uscita del disco The Spaghetti Incident? (1993).